# Gauthier Minguillón
Gauthier Minguillón (Burdeos, 3 de marzo de 1994), es un jugador de rugby francés con ascendencia española que juega en el C. R. El Salvador de la División de Honor.

## Biografía
Gauthier Minguillón nació en una familia de origen español. Su abuelo paterno procedía de Castejón de Sos, cerca de Benasque ; mientras que su abuela paterna es catalana. Cuando era niño, pasó mucho tiempo en Castejón de Sos, y su padre le enseñó la cultura española y el amor por el rugby.
Comenzó en el rugby en el US Salles, donde jugó hasta 2010. Luego se incorporó al centro de formación del CA Bordeaux Bègles.  Luego fue descubierto en 2012 por la federación española, que lo convocó para jugar con su selección sub-18.  Aún con esperanzas, se incorporó entonces a la selección española de rugby a siete, con la que disputó varias fases de la World Rugby Sevens Series  . En 2015, ganó una primera selección con la selección absoluta de rugby, durante un viaje a Portugal. 
En 2016, no retenido en Burdeos, se unió al Stade Langonnais en Fédérale 1.  Esta elección le permitió continuar sus estudios en Burdeos durante un año,  adquiriendo experiencia. Jugó 11 partidos con la camiseta de Langon , antes de incorporarse Avenir valencien, todavía en Fédéral 1.  Durante dos temporadas, tendrá mucho tiempo como lateral  . Progresó mucho durante estas temporadas en Federal 1, lo que le trajo “confianza en [su] juego”. Sus grandes actuaciones le permitieron incorporarse al mundo profesional, fichando en 2019 por el Stade Aurillacois, residente de Pro D2. 
Si es lateral de formación, su polivalencia es una baza muy apreciada. Así, en Aurillac juega también en la defensa, en el centro o en la banda  . En la selección, es apreciado por el técnico español Santiago Santos por sus cualidades, especialmente en la banda donde puede hacer gala de su velocidad.  Participó activamente en la campaña de clasificación para el Mundial de 2023, donde jugó en la banda, compitiendo en la zaga de Charly Malié y John-Wessel Bell. 
En abril de 2023, se anunció que se uniría al club Valence Romans Drôme Rugby de la Rugby Pro D2 a partir de la temporada 2023-2024. 
El 9 de junio de 2025 se anunció su fichaje por el C. R. El Salvador de División de Honor, siendo esta su primera aventura en un club español. 